# Genotossicità
In genetica per genotossicità si intende la capacità di alcuni agenti chimici di danneggiare l'informazione genetica all'interno di una cellula causando mutazioni ed inducendo modificazioni all'interno della sequenza nucleotidica o della struttura a doppia elica del DNA di un organismo vivente. Queste alterazioni possono portare allo sviluppo di un cancro. Molto spesso il termine viene confuso con quello di mutagenicità. Tuttavia è importante notare che mentre tutte le sostanze mutagene sono anche genotossiche, non tutte le sostanze genotossiche risultano mutagene.

## Descrizione
Il danno genotossico può interessare: la distruzione del DNA, le mutazioni geniche indotte da mutageni, le mutazioni cromosomiche indotte da clastogeni e le alterazioni epigenetiche (metilazione del DNA). 
Gli agenti genotossici possono essere diretti o indiretti. Le modificazioni possono comportare morte cellulare (apoptosi o necrosi) oppure ancora cancro (neoplasia) se la mutazione interessa la linea cellulare somatica. 
I cambiamenti ereditari, permanenti che invece colpiscono le cellule della linea germinale possono essere trasmessi alle generazioni future comportando difetti congeniti oppure malattie ereditarie.
I meccanismi attraverso i quali le cellule cercano di impedire l'espressione della mutazione genotossiche comprendono la riparazione dei danni subiti dal DNA oppure l'apoptosi: tuttavia il danno non sempre può essere riparato o limitato, il che conduce alla mutagenesi.
I ricercatori cercano di verificare il potenziale genotossico delle singole molecole chimiche esponendo le cellule a substrati ritenuti tossici e valutando la presenza di eventuali alterazioni del DNA.
Il danno a carico dell'acido desossiribonucleico (DNA) nelle cellule esposte può essere sotto forma di rottura di un singolo oppure di entrambi i filamenti, perdita dei meccanismi di riparazione per escissione, cross-linking, siti labili agli alcali, mutazioni puntiformi, e aberrazioni cromosomiche strutturali e numeriche.
Come già accennato la compromissione a carico del materiale genetico può comportare la comparsa di neoplasie e cancro. 
Ne consegue che molte delle tecniche sofisticate elaborate, tra cui il test di Ames, test tossicologici in vitro e in vivo, ed il "test della cometa" (Comet assay), noto anche come elettroforesi su gel a singola cellula (SCGE), sono stati specificamente sviluppati per valutare la potenzialità di alcuni composti chimici nel determinare danni al DNA che possono causare il cancro.
Diversi sono i fattori che possono influire sul danno genetico in una cellula esposta ad un mutageno e tra questi:
- Diluizione o concentrazione del substrato genotossico nell'ambiente
- Modalità di penetrazione e distribuzione nell'organismo
- Maggiore o minore trasformazione metabolica del composto mutageno da parte dei tessuti esposti
- Interazione dell'agente genotossico o di suoi metaboliti sul DNA
- Attivazione di adeguati processi enzimatici riparativi del danno
- Adeguato riconoscimento ed eliminazione da parte del tessuto delle cellule mutanti

## Meccanismi

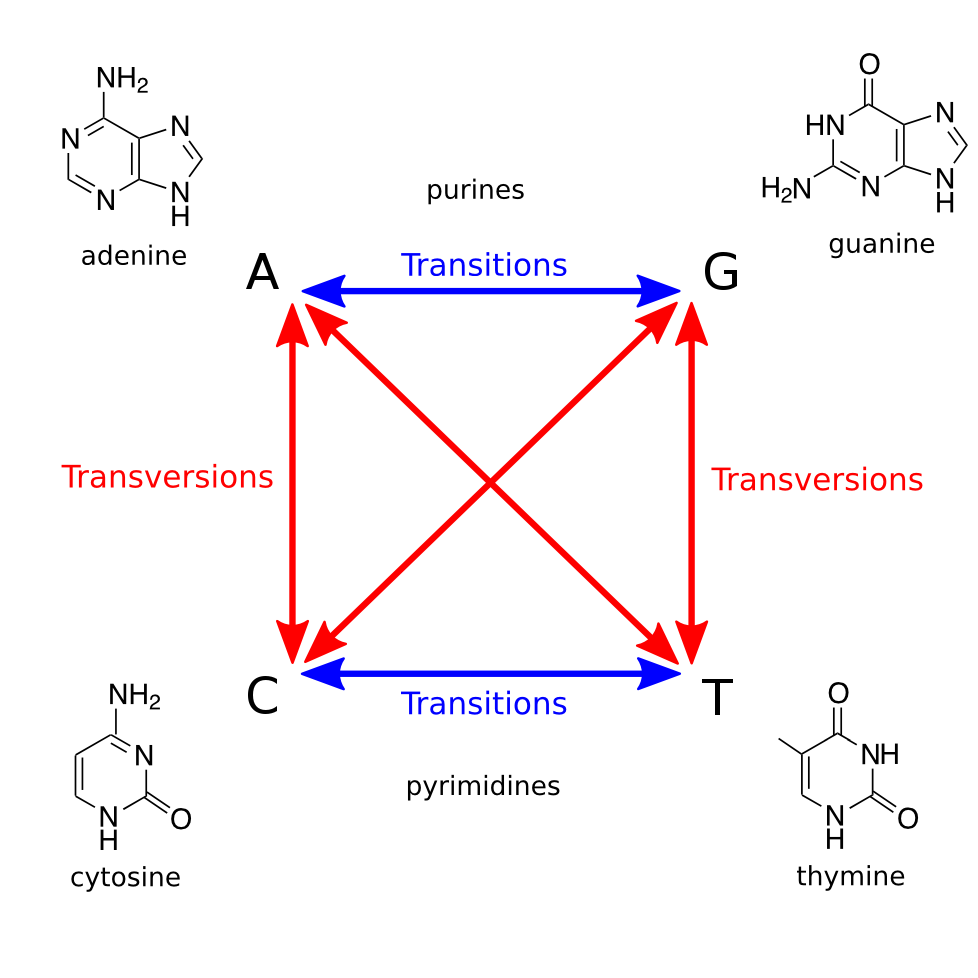
Definizione di transizione genica e di trasversione. Entrambe sono mutazioni che vengono comunemente causate da composti genotossici.

Le sostanze genotossiche possono indurre danni al materiale genetico delle cellule attraverso interazioni con la sequenza e la struttura del DNA. Per esempio, il cromo, metallo di transizione, interagisce con il DNA nel suo stato di cromo esavalente, così da indurre lesioni della molecola di DNA che portano alla carcinogenesi.
Nelle cellule un'attivazione riduttiva dà luogo transitoriamente alla formazione di Cr(V) metastabile, il quale funge da precursore del Cr (III), stato finale intracellulare stabile. I ricercatori hanno eseguito un esperimento per studiare il meccanismo di interazione tra il DNA ed il cromo cancerogeno, utilizzando un complesso Cr(V)-Salen.
L'interazione risultava specifica per il nucleotide guanina all'interno della sequenza genetica. Al fine di ridurre l'interazione tra il complesso Cr(V)-Salen con la base guanina, i ricercatori hanno modificato la base in 7,8-diidro-8-ossiguanina (8-oxo-G) in modo da avere un sito specifico di ossidazione. La reazione tra le due molecole ha causato lesioni del DNA. Le due lesioni osservate in corrispondenza del sito con la base modificata erano guanidinoidantoina e spiroiminodiidantoina.
Pertanto, queste lesioni contengono prevalentemente trasversioni G -> T. Il cromo esavalente pertanto agisce come cancerogeno ed i ricercatori hanno trovato che "il meccanismo del danno ed i prodotti di ossidazione delle basi a seguito dell'interazione tra il cromo ad alta valenza ed il DNA sono rilevanti per la formazione in vivo di lesioni al DNA che portano al cancro in esseri umani esposti al cromo.

Di conseguenza si dimostra come il cromo a valenza elevata possa agire come cancerogeno con 8-oxo-G che dà luogo a xenobiotici.
Un altro esempio di sostanze genotossiche che possono causare danni al DNA sono gli alcaloidi della pirrolizidina. Queste sostanze si trovano principalmente nelle specie vegetali e sono velenose per gli animali, compresi gli esseri umani. Circa la metà di queste molecole sono state identificate come genotossiche e molte come oncogene.
Gli studiosi dopo numerosi test ed esperimenti hanno concluso che gli alcaloidi della pirrolizidina "causano addotti del DNA, DNA cross-linking, rotture del DNA, scambio di cromatidi fratelli, micronuclei, aberrazioni cromosomiche, mutazioni geniche e mutazioni cromosomiche in vivo e in vitro".
Le mutazioni più comuni all'interno dei geni sono le trasversioni G: C -> T: A e la sostituzione di coppie di basi. Gli alcaloidi della pirrolizidina sono mutageni in vivo e in vitro e, quindi, responsabile della carcinogenesi in particolare a carico della ghiandola epatica.

Il Symphytum è un esempio di una specie di pianta che contiene ben quattordici differenti alcaloidi della pirrolizidina.
I metaboliti attivi interagiscono con il DNA causando diversi tipi di danno all'acido nucleico, inducendo mutazioni e lo sviluppo di cancro nelle cellule endoteliali epatiche e negli stessi epatociti.
I ricercatori hanno concluso che scoperto alla fine che il "Symphytum è mutageno nel fegato, e che agli alcaloidi in esso contenuti sembra potersi attribuire la responsabilità della tossicità della pianta nonché l'induzione di tumori".

## Legislazione
Secondo la normativa europea (direttiva 67/548/CEE), ogni sostanza chimica prodotta in quantità superiori ai 10 kg all'anno, o comunque utilizzata sull'uomo (ad esempio farmaci), deve obbligatoriamente superare test di genotossicità su batteri e per effetti cromosomici, eseguiti secondo le norme di Buona Pratica di Laboratorio. 
In caso di esito negativo per entrambi, non sono richieste ulteriori sperimentazioni eccetto che in caso di produzioni superiori ad una tonnellata annua o contatto diretto con l'uomo, mentre se si riscontra una positività nei test su batteri associata ad assenza di danni cromosomici, sono richieste indagini per verificare l'attività mutagena in cellule di mammifero con altri test, e la ricerca di possibili meccanismi di tossicità specifici per i batteri. 
La presenza di un effetto di alterazione nella struttura cromosomica rende necessario valutare, secondo il principio della massima precauzione, la possibilità di effetti trasmissibili alla prole in base alle proprietà tossicocinetiche e tossicodinamiche della sostanza, ed ulteriori test di analisi più approfonditi.

## Test di mutagenesi
La valutazione della genotossicità di una sostanza può essere rilevata mediante test di mutagenesi differenti, spesso usati in maniera incrociata per ottenere risultati più affidabili, e si effettua su più dosi di sostanza, per individuarne la minima quantità con effetto tossico e la relazione dose\effetto. Mentre le mutazioni puntiformi si evidenziano con tecniche genetiche, le mutazioni cromosomiche possono essere rilevate mediante test citologici o su animali in vivo. I test più utilizzati per la quantificazione del rischio sono:
- test di Ames – condotto su ceppi mutati di Salmonella typhimurium, consente di evidenziare mutazioni puntiformi o di frameshift. Con opportuni accorgimenti, può rilevare l'effetto genotossico di promutageni
- Mutatox - condotto su ceppi mutati di Vibrio fischeri, si basa sulla capacità del mutageno di ripristinare la bioluminescenza del batterio
- SOS-Chromotest – condotto su cellule batteriche e basato sull'inserzione di un gene reporter sotto il controllo di un promotore di un gene del sistema di riparo SOS del DNA
- test dei micronuclei – condotto su eritrociti del midollo osseo o su reticolociti, evidenzia i nuclei secondari generati da eventi di ritardo cromatidico o dalla presenza di cromosomi acentrici
- test di scambi fra cromatidi fratelli – condotto su cellule eucariotiche, evidenzia l'aumento di eventi di scambio fra cromatidi dovuto alla presenza del mutageno
- test di mutazioni a loci specifici – si effettua su topi o su cellule eucariotiche e rileva mutazioni puntiformi
- test di sintesi non programmata del DNA – condotto su cellule eucariotiche, rileva l'attivazione dei sistemi di riparazione del DNA
- test della cometa – si effettua su cellule eucariotiche e consente di rilevare i danni da clastogeni e da mutazioni puntiformi
- quantificazione degli addotti al DNA
- test sui topi